# Kościół w Niederlandinie
Kościół w Niederlandinie (niem. Dorfkirche Niederlandin) – romańska świątynia luterańska znajdująca w niemieckim mieście Schwedt/Oder, w dzielnicy Mark Landin, w dawnej wsi Niederlandin, w Brandenburgii. Filia parafii Criewen.

## Opis
Kościół wzniesiono z kamienia polnego w stylu romańskim w II połowie XIII wieku. W 1633 wzniesiono wieżę w technice muru pruskiego. Wnętrze zdobi gotycki ołtarz szafiasty z figurą Madonny z okolic lat 1470–1480. W XVIII wieku na emporze zainstalowano organy z warsztatu Christiana Friedricha Voigta w Wartinie. W 1891 w starą szafę organową wmontowano nowy instrument autorstwa Alberta Langa z Berlina. W 1917 piszczałki zarekwirowano na cele wojenne. Organy naprawiono w roku 1978, a w 2001 zostały one wyremontowane przez przedsiębiorstwo Alexander Schuke Potsdam Orgelbau. Na terenie przykościelnym znajdują się dwa nagrobki z lat 1590 i 1810.

## Galeria

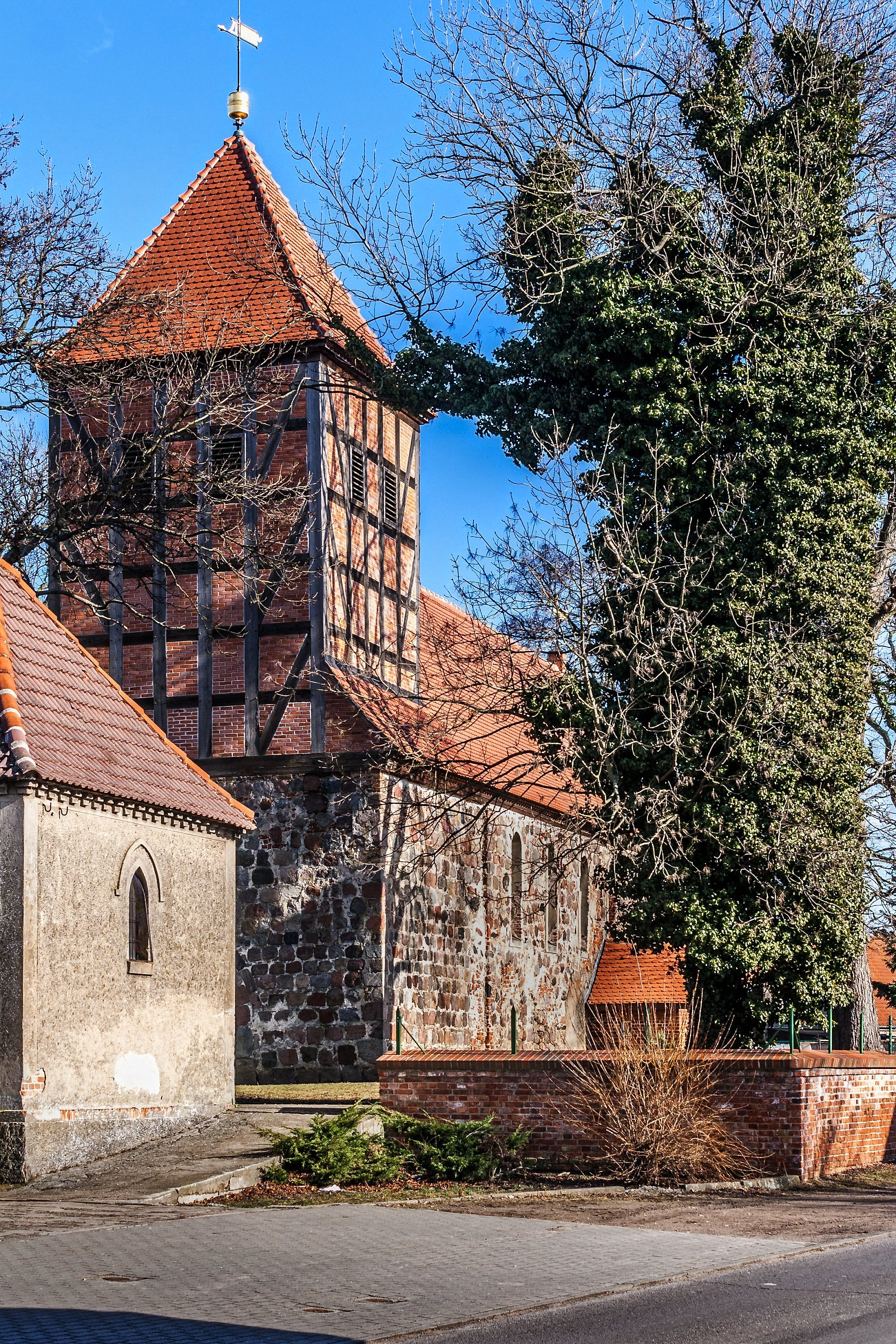
Widok z zachodu
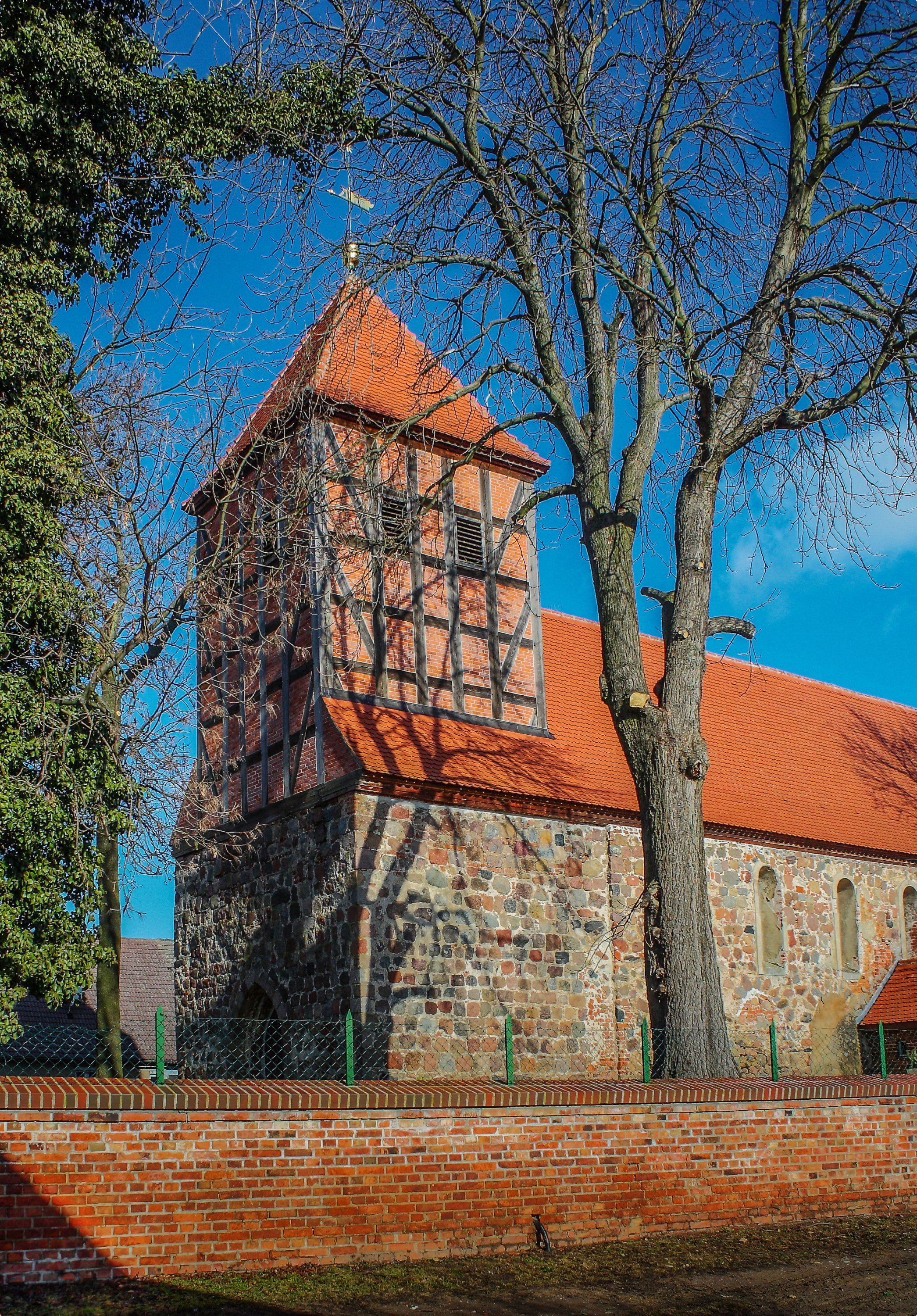
Widok z południowego zachodu